# 亚历山德罗·梅利
亚历山德罗·梅利（義大利語：Alessandro Melli，1969年12月11日—），意大利男子足球运动员，司职前锋。他曾代表意大利国奥队参加1992年夏季奥林匹克运动会足球比赛，获得第七名。